# Marske-by-the-Sea
Marske-by-the-Sea (engelska: Marske) är en ort i civil parish Saltburn, Marske and New Marske, i kommunen Redcar and Cleveland, Storbritannien. Den ligger i grevskapet North Yorkshire och riksdelen England, i den centrala delen av landet, 300 km norr om huvudstaden London. Marske-by-the-Sea ligger 22 meter över havet och antalet invånare är 9 120. Marske var en civil parish fram till 1974 när blev den en del av Saltburn and Marske by the Sea. Civil parish hade 6 791 invånare år 1961. Byn nämndes i Domedagsboken (Domesday Book) år 1086, och kallades då Mersc/Mersch/Mersche.